# Cults
Cults er en indie rock/pop-duo fra New York, USA bestående af Brian Oblivion (guitar) og Madeline Follin (sang). De dannede duoen i 2010 efter at have mødt hinanden på The New School i New York.

## Diskografi
- Cults (2011)

| Musikgruppe | Spire Denne artikel om en amerikansk musikgruppe er en spire som bør udbygges. Du er velkommen til at hjælpe Wikipedia ved at udvide den. |